# Копальня Найн-Майл
Копальня Найн-Майл (Nine Mile) – гірничодобувне підприємство на західному узбережжі Південного острова Нової Зеландії в районі Кейп-Фулвайнд (Cape Foulwind) неподалік від міста Вестпорт. 
Розробку титановмісних (ільменітових) пісків у Найн-Майл організувала компанія Westland Mineral Sands. Окрім ільменіту, піски містять певні обсяги гранатів та рідкісноземельних елементів, проте наразі відсутні свідчення, чи вилучають покупці (зазвичай мова йде про експорт до Китаю) ці додаткові компоненти. Видобуток стартував у 2022 році. 
Розробка ведеться відкритим способом із отриманням на збагачувальній фабриці концентрату.
Розташований менш ніж за десяток кілометрів від копальні в усті річки Баллер (Buller) порт Вестпорта не може приймати великі балкери, тому первісно схема вивозу продукції передбачала транспортування автомобілями (в контейнерах) до розташованого за понад 220 кілометрів Нельсона. В серпні 2024-го прибула придбана для проекту баржа «Manahau» (довжина 97,5 метра, тоннаж 3706 GT), що перед тим пройшла певне переобладнання у Сінгапурі. Це самохідне судно має осадку лише 2,5 метра, а тому може приймати концентрат у Вестпорті та виходити в затоку Баллер-Бей для проведення там перевантаження на балкери.
Відносно потужності копальні Найн-Майл в одному з джерел зазначається, що після очікуваного запуску другої копальні Манануї з продуктивністю у 300 тисяч тонн концентрату на рік загальний обсяг відвантаження досягне 600 тисяч тонн. Водночас, інше джерело вказує, що показник Манануї буде утричі більший за продуктивність Найн-Майл.